# Frazee
Frazee és una població dels Estats Units a l'estat de Minnesota. Segons el cens del 2000 tenia 1.377 habitants.

## Demografia
Segons el cens del 2000, Frazee tenia 1.377 habitants, 504 habitatges, i 318 famílies. La densitat de població era de 618,2 habitants per km².
Dels 504 habitatges en un 34,5% hi vivien nens de menys de 18 anys, en un 43,3% hi vivien parelles casades, en un 15,9% dones solteres, i en un 36,9% no eren unitats familiars. En el 31,5% dels habitatges hi vivien persones soles el 17,3% de les quals corresponia a persones de 65 anys o més que vivien soles. El nombre mitjà de persones vivint en cada habitatge era de 2,51 i el nombre mitjà de persones que vivien en cada família era de 3,16.
Per edats la població es repartia de la següent manera: un 27,7% tenia menys de 18 anys, un 11,4% entre 18 i 24, un 23,2% entre 25 i 44, un 16,3% de 45 a 60 i un 21,5% 65 anys o més.
L'edat mediana era de 36 anys. Per cada 100 dones de 18 o més anys hi havia 79,5 homes.
La renda mediana per habitatge era de 26.150 $ i la renda mediana per família de 31.576 $. Els homes tenien una renda mediana de 27.153 $ mentre que les dones 18.875 $. La renda per capita de la població era de 12.257 $. Entorn del 14,7% de les famílies i el 19% de la població estaven per davall del llindar de pobresa.

## Poblacions més properes
El següent diagrama mostra les poblacions més properes.